# 马丁·坎贝尔 (羽毛球运动员)
马丁·坎贝尔（Martin Campbell，1990年7月26日—），蘇格蘭男子羽毛球運動員。

## 簡歷
马丁·坎贝尔自小便跟隨父親Colin Campbell打羽毛球。2008年，他從Firhill High School畢業後成為全職運動員。
2013年8月，马丁·坎贝尔參加中國廣州舉行的世界羽毛球錦標賽，與帕特里克·麦克休出戰男子雙打項目，在首圈就以0比2（20-22、17-21）負於馬來西亞的林欽華/吳偉申出局。
2015年7月，马丁·坎贝尔代表英國英國公開大學出戰韓國光州市舉行的世界大學生運動會羽毛球比賽。
2015年8月，马丁·坎贝尔參加印尼雅加達舉行的世界羽毛球錦標賽，與帕特里克·麦克休合作出戰男子雙打項目，他們在首圈因對手退賽而自動晉級，但在第二圈就以0比2（12-21、9-21）不敵12號種子、南韓的金基正/金沙朗出局。

### 2017世锦赛
2017年8月，  马丁·坎贝尔參加苏格兰格拉斯哥舉行的世界羽毛球錦標賽，他和茱莉·麦克弗森出戰混合双打項目。首圈以0比2 （17-21、16-21）不敌瑞典组合的尼科·鲁波宁/阿曼达·赫格斯特伦，48强止步。

## 主要比賽成績
只列出曾進入準決賽的國際賽事成績：
| 年份   | 賽事                   | 公開賽級別 | 項目     | 拍檔            | 成績   |
| ------ | ---------------------- | ---------- | -------- | --------------- | ------ |
| 2010年 | 保加利亞羽毛球國際賽   | 國際挑戰賽 | 男子雙打 | 安格斯·吉尔莫   | 亞軍   |
| 2010年 | 威爾斯羽毛球國際賽     | 國際系列賽 | 男子雙打 | 安格斯·吉尔莫   | 準決賽 |
| 2011年 | 葡萄牙羽毛球國際賽     | 國際系列賽 | 男子雙打 | 安格斯·吉尔莫   | 準決賽 |
| 2011年 | 威爾斯羽毛球國際賽     | 國際系列賽 | 男子雙打 | 安格斯·吉尔莫   | 亞軍   |
| 2011年 | 威爾斯羽毛球國際賽     | 國際系列賽 | 混合雙打 | 黄惠龄          | 冠軍   |
| 2012年 | 愛爾蘭羽毛球未來系列賽 | 未來系列賽 | 男子雙打 | 安格斯·吉尔莫   | 亞軍   |
| 2012年 | 冰島羽毛球國際賽       | 國際系列賽 | 男子雙打 | 帕特里克·麦克休 | 亞軍   |
| 2013年 | 保加利亞羽毛球公開賽   | 國際系列賽 | 男子雙打 | 帕特里克·麦克休 | 冠軍   |
| 2013年 | 威爾斯羽毛球國際賽     | 國際挑戰賽 | 男子雙打 | 帕特里克·麦克休 | 準決賽 |
| 2014年 | 冰島羽毛球國際賽       | 國際系列賽 | 男子雙打 | 帕特里克·麦克休 | 冠軍   |
| 2014年 | 葡萄牙羽毛球國際賽     | 國際系列賽 | 男子雙打 | 帕特里克·麦克休 | 亞軍   |
| 2014年 | 羅馬尼亞羽毛球國際賽   | 國際系列賽 | 混合雙打 | 吉莉·库珀       | 冠軍   |
| 2015年 | 冰島羽毛球國際賽       | 國際系列賽 | 男子雙打 | 帕特里克·麦克休 | 冠軍   |
| 2015年 | 葡萄牙羽毛球國際賽     | 國際系列賽 | 男子雙打 | 帕特里克·麦克休 | 亞軍   |
| 2015年 | 匈牙利羽毛球國際賽     | 國際系列賽 | 男子雙打 | 帕特里克·麦克休 | 冠軍   |
| 2015年 | 威爾斯羽毛球國際賽     | 國際挑戰賽 | 男子雙打 | 帕特里克·麦克休 | 準決賽 |
| 2016年 | 愛沙尼亞羽毛球國際賽   | 國際系列賽 | 男子雙打 | 帕特里克·麦克休 | 亞軍   |
| 2016年 | 匈牙利羽毛球國際賽     | 國際系列賽 | 男子雙打 | 帕特里克·麦克休 | 準決賽 |
| 2018年 | 瑞典羽毛球公開賽       | 國際系列賽 | 男子雙打 | 帕特里克·麦克休 | 亞軍   |
| 2018年 | 葡萄牙羽毛球國際賽     | 國際系列賽 | 男子雙打 | 帕特里克·麦克休 | 準決賽 |

| 2007-2017年 | 首要超級賽 | 超級賽 | 黃金大獎賽 | 大獎賽 | 國際挑戰賽 | 國際系列賽 | 未來系列賽 | 其他 |

| 2018-2026年 | 總決賽 | 超級1000賽 | 超級750賽 | 超級500賽 | 超級300賽 | 超級100賽 | 國際挑戰賽 | 國際系列賽 | 未來系列賽 | 其他 |

### 奧運會和世錦賽參賽紀錄
|          | 搭檔            | 2011 | 2012 | 2013 | 2014 | 2015 | 2016 | 2017 |
| -------- | --------------- | ---- | ---- | ---- | ---- | ---- | ---- | ---- |
| 男子雙打 | 安格斯·吉尔莫   | 48強 | －   | －   | －   | －   | －   | －   |
| 男子雙打 | 帕特里克·麦克休 | －   | －   | 48強 | 48強 | 32強 | －   | 32強 |
|          |                 |      |      |      |      |      |      |      |
| 混合雙打 | 茱莉·麦克弗森   | －   | －   | －   | －   | －   | －   | 48強 |